# Todos deberíamos ser feministas
Todos deberíamos ser feministas, título original We should all be feminist es un ensayo de Chimamanda Ngozi Adichie adaptado a partir de la aclamada charla TED que ella expuso en 2013. Fue traducido al español en 2015 por Javier Calvo. La autora explica a partir de un lenguaje elocuente y perspicaz, cómo ser feminista está definido en la sociedad del siglo XXI. El papel de la mujer actual e ideas para crear un mundo más justo se desarrolla a partir de un estilo claro, directo y con gran sentido del humor.

«Hoy me gustaría pedir que empecemos a soñar con un plan para un mundo distinto. Un mundo más justo. Un mundo de hombres y mujeres más felices y más honestos consigo mismos. Y esta es la forma de empezar: tenemos que criar a nuestras hijas de otra forma. Y también a nuestros hijos».

Kirkus Review lo define como: «Un ensayo conmovedor que debería llegar a todos los estudiantes y profesores para provocar un nuevo debate y concienciar a los más jóvenes y no tan jóvenes».

## Introducción del ensayo
El ensayo es la versión revisada de una conferencia TEDxEuston en diciembre de 2012, el cual es un simposio anual centrado en África. A partir de la idea de que los estereotipos limitan nuestro pensamiento y le dan forma, y en concreto, los estereotipos de África. Chimamanda Ngozi creía que con el adjetivo «feminista» y la idea del feminismo sucede lo mismo, se manipula a partir de los estereotipos fijados. Ella creía en hablar del feminismo por la importancia que tiene para ella, aunque dudaba debido a que no es un tema muy popular.

## Distinciones de la autora
- Ganadora del Common wealth Writer's Prize y Hurston Wright Legacy Award por «La flor púrpura».
- Ganadora del Orange Prize for Fiction y finalista del National Book Critics Circle Award por «Medio sol amarillo».
- Galardonada con el Chicago Tribune Heartland Prize (2013) y National Book Critics Circle Award (2014) por «Americanah».